# 남지현 (1990년)
남지현(1990년 1월 9일 ~ )은 대한민국의 가수이자 배우이다. 음악 그룹 포미닛의 리더였다.

## 학력
- 부원여자중학교 (졸업)
- 계산여자고등학교 (졸업)
- 상명대학교 무용예술학과 (학사)

## 음반 활동

### 싱글
| 번호 | 앨범 정보                                                      | 트랙 리스트                                   |
| ---- | -------------------------------------------------------------- | --------------------------------------------- |
| 1    | 《러브포텐-순정의 시대 OST Part 1》 - 발매일: 2013년 11월 22일 | 1. Only You (with 전지윤) 2. Only you (Inst.) |

## 연기 활동

### 텔레비전 드라마
- 2010년 MBC 일일시트콤 《지붕뚫고 하이킥!》 - 그룹 스키니 멤버 역 (특별출연)
- 2010년~2011년 SBS 월화드라마《괜찮아, 아빠딸》 - 신선해 역
- 2011년 MBC 주말드라마 《천번의 입맞춤》 - 장수아 역
- 2012년 채널A 주말드라마 《판다양과 고슴도치》 - 남지현 역 (특별출연)
- 2012년 tvN 수목드라마 《제3병원》 - 여가수 역 (특별출연)
- 2013년 KBS2 《부부클리닉 사랑과 전쟁 2》 - 62회 《아이돌 특집 - 공평한 사랑》 - 서영 역
- 2013년 Mnet 금요드라마 《몬스타》 - 스텔라 역 (특별출연)
- 2013년 Daum 스토리볼 웹드라마 《러브포텐 : 순정의 시대》 - 윤민아 역
- 2014년 tvN 금토드라마 《연애 말고 결혼》 - 소개팅녀 역 (특별출연)
- 2014년 네이버 TV 웹드라마 《연애세포 시즌 1》 - 서린 역
- 2015년 네이버 TV 웹드라마 《그녀는 200살》 - 민세연 역
- 2016년 MBC 토요드라마 《마이 리틀 베이비》 - 한소윤 역
- 2017년 KBS2 금토드라마 《최강 배달꾼》 - 최연지 역
- 2018년 TV조선 주말드라마 《대군 - 사랑을 그리다》 - 루시개 역
- 2018년 네이버 TV 웹드라마 《견원지간 로맨스》 - 양주미 역
- 2019년 tvN 수목드라마 《악마가 너의 이름을 부를 때》 - 유동희 역
- 2020년 MBC every1 화요드라마 《연애는 귀찮지만 외로운 건 싫어!》 - 한아름 역
- 2022년 SBS 금토드라마 《왜 오수재인가?》 - 나세련 역

### 영화
- 2010년 《심야의 FM》 - 옆 스튜디오 게스트 역
- 2014년 《레디액션 청춘 - 훈련소 가는 길》 - 승아 역
- 2019년 《어쩌다, 결혼》 - 김신아 역
- 2022년 《데드캠핑 더라이브》 - 한수연 역

## 연기 외 활동

### 텔레비전 프로그램
- 2012년 MBC 라이프 《그녀와 자동차》
- 2012년 tvN 《더 로맨틱 & 아이돌》
- 2015년~2016년 K-STAR 《진짜 뷰티》

### 뮤직 비디오
- 2011년 이현 - 내꺼중에 최고
- 2012년 비투비(BTOB) & 유성은 - 사랑병
- 2012년 ZE:A - 아리따운 걸
- 2013년 M4M - 네가 떠날 때

## 수상
- 2008년 JYP 엔터테인먼트 오디션 3기 인기상
- 2015년 상명대학교 공로상